# Kassianos
Kassianos (mittelgriechisch Κασσιανός; † nach 1130) war ein byzantinischer Militärbefehlshaber und Separatist an der pontischen Schwarzmeerküste.

## Leben
Kassianos amtierte unter Kaiser Johannes II. als Dux des strategisch bedeutsamen Themas Paphlagonien, das nach der Schlacht von Manzikert im Jahr 1071 jedoch zum Großteil an die Seldschuken verlorengegangen war. Spätestens ab 1126 kontrollierte er das paphlagonische Küstengebiet weitgehend unabhängig von der Zentralregierung in Konstantinopel; etwa zur selben Zeit machte sich im östlich benachbarten Thema Chaldia der Dux Konstantin Gabras selbstständig. Als sich 1130 ein großer Rückeroberungsfeldzug des byzantinischen Kaisers gegen die Seldschuken und Danischmenden in Kleinasien wie auch gegen die abtrünnigen Provinzen an der Schwarzmeerküste abzeichnete, zog es Kassianos vor, sich dem Danischmenden-Emir Ghazi Gümüschtegin zu unterwerfen, der ihn vom paphlagonischen Hinterland aus bedrohte. Sein weiteres Schicksal ist unbekannt.